# Villemaury
Villemaury – gmina we Francji, w Regionie Centralnym, w departamencie Eure-et-Loir. W 2013 roku liczba ludności wynosiła 1521 mieszkańców. 
Gmina została utworzona 1 stycznia 2017 roku z połączenia czterech ówczesnych gmin: Civry, Lutz-en-Dunois, Ozoir-le-Breuil oraz Saint-Cloud-en-Dunois. Siedzibą gminy została miejscowość Saint-Cloud-en-Dunois.